# Gabino Rey Santiago
Gabino Rey Santiago (Marín, Pontevedra, Galícia, 8 de gener 1928 - Barcelona, Catalunya, 30 d'abril 2006). Va ser un pintor català. Fill d' en Agustín Rey Fonseca i pare del també pintor Pablo Rey.
Vinculat a la pintura catalana, encara que sense poder renunciar a la seva essència gallega, explicita en aquests colors blaus i en aquestes atmosferes de tonalitats fredes que respiren les seves pintures d'interiors i figures, ha estat tardanament conegut al seu país natal, si bé les aportacions que de la seva obra va fer la Galeria cerralbo de Vigo, la mostra antològica realitzada a la seva vila natal el 1993, i la expocició d'homenatge tras la seva mort a Vilagarcía de Arousa, van confirmar el seu gran prestigi en els àmbits barcelonins i en concret en la Sala Parés, la galeria encara activa més antiga d'Espanya i d'Europa, on habitualment exposava. Quan comptava onze anys, en finalitzar la guerra civil, es va traslladar a la ciutat comtal. Va començar a exposar molt jove, el 1943, al Saló de la Joventut, certamen a què es va presentar en les edicions següents.
Becat pel Govern francès el 1945. Va ser premiat en la III Exposición Universal de la Unión del Arte, a Bilbao, i el 1980 en la Societé Nationale des Beaux Arts, a París
La seva obra ha recorregut Espanya i els Estats Units. Està representat als museus de Lugo, Pontevedra, Marín i Sitges, i en importants col·leccions institucionals i particulars d'Europa i Amèrica. Adscrit a un postimpressionisme de factura molt solta, Gabino és un pintor consumat, gran dibuixant, que gaudeix amb la matèria, grumollosa, de vegades pintada de coloraines, en una paleta calenta i temperada, en la qual destaquen blaus intensos, verds brillants, carmins, roses i plates.

## Obres de l'autor
- Gabino - Artista
- Colección Afundacion Gabino Rey